# 栖息地67

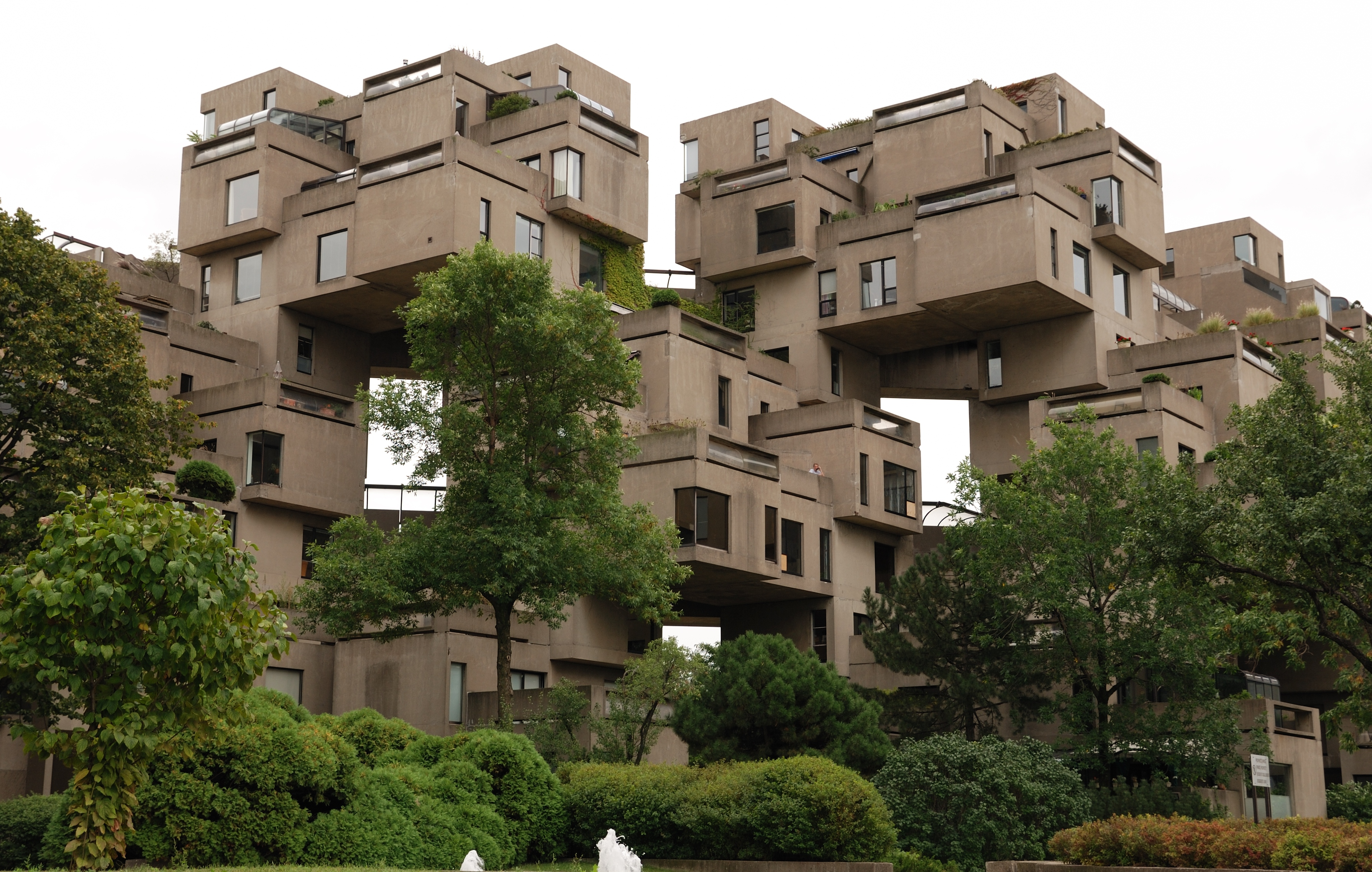
棲息地67

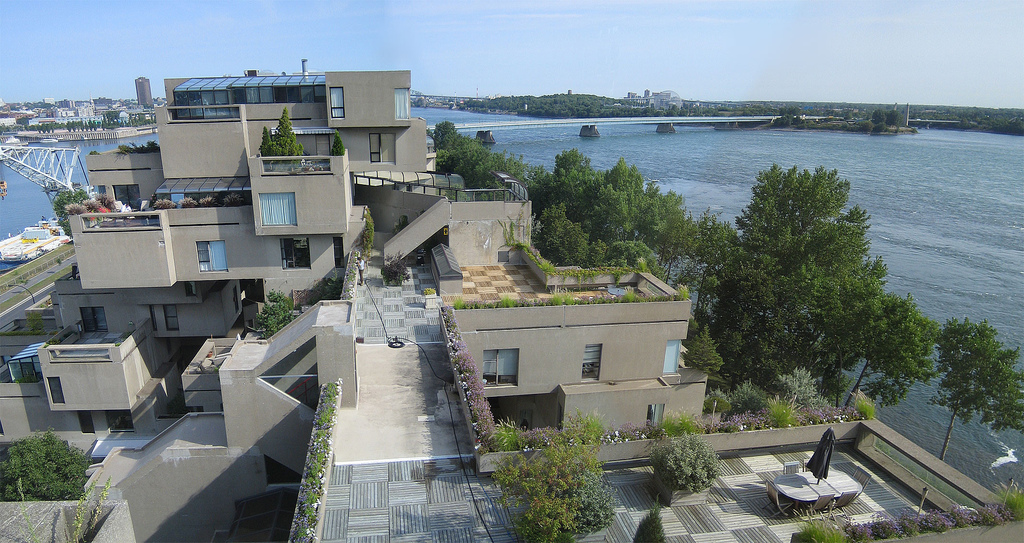
棲息地67和河景

棲息地67（Habitat 67）是加拿大蒙特利爾圣勞倫斯河河畔的一個住宅區，是摩西·薩夫迪（Moshe Safdie）為1967年世界博覽會設計的，屬粗野主義建築。它是蒙特利爾的地標建築之一，2017年加拿大郵政發行了一套67年世博會紀念郵票，棲息地67出現在其上。
這棟建築原為政府所有，住戶們在1985年成立了一個普通合股公司將它從加拿大抵押贷款和房地产公司（Canada Mortgage and Housing Corporation）手裡買下，現仍歸住戶們所有。

## 設計
棲息地67源于摩西·萨夫迪上大学时的毕业设计，当时即得到了老师的认可和高度赞扬。
棲息地67是由354個相同的水泥预制构件組裝而成，共12層、146個房間。最初它本有158個房間，但後來有幾個被打通。每一户都能充分照顾到光照，且每個房間都有一個獨立的陽台。
棲息地67試圖結合郊區建築（花園等）和城市建築（經濟實用及高密度）的特色，從而打造一個一般人也買得起的特色公寓樓，但這一理念以單位成本過高而以失敗告終。
2012年3月，棲息地67入選樂高建築，而根據薩夫迪的說法，他在設計這棟建築的時候就使用過樂高積木來搭造模型。

## 外部連接
- 官方網站 （页面存档备份，存于）
- Habitat 67 （页面存档备份，存于），Moshe Safdie Hypermedia Archive of McGill University
- Habitat 67: Then and Now
- Habitat 67 （页面存档备份，存于），Great Buildings Online
- Habitat 67，ArchiTravel

45°30′00″N 73°32′38″W / 45.5°N 73.5439°W
Template:蒙特利爾地標